# Josef Fuchs
Josef Fuchs (Unterberg, 24 juli 1948) is een voormalig Zwitsers wielrenner. In 1981 haalde hij de grootste zege uit zijn loopbaan door de klassieker Luik-Bastenaken-Luik te winnen, nadat Johan van der Velde gediskwalificeerd werd wegens dopinggebruik.

## Belangrijkste overwinningen
1970
- Zwitsers kampioen Achtervolging (baan), Amateurs

1971
- Giro del Mendrisiotto
- 8e etappe Milk Race

1972
- Zwitsers kampioen op de weg, Elite
- 2e etappe Tirreno-Adriatico
- Ronde van Toscane

1973
- Zwitsers kampioen op de weg, Elite

1978
- 4e etappe Tirreno-Adriatico

1979
- 6e etappe Ronde van Zwitserland
- 3e etappe Tirreno-Adriatico
- 5e etappe Ronde van Catalonië

1980
- 9e etappe Ronde van Zwitserland

1981
- GP Lugano
- Luik-Bastenaken-Luik

## Resultaten in voornaamste wedstrijden
| Jaar | Ronde van Italië | Ronde van Frankrijk | Ronde van Spanje |
| ---- | ---------------- | ------------------- | ---------------- |
| 1972 | 30e              |                     |                  |
| 1973 | opgave           |                     |                  |
| 1974 | 25e              |                     |                  |
| 1975 |                  | 8e                  |                  |
| 1976 |                  | opgave              | 8e               |
| 1977 | 22e              |                     |                  |
| 1978 | opgave           |                     |                  |
| 1979 | 8e               |                     |                  |
| 1980 | 8e               |                     |                  |
| 1981 | 5e               |                     |                  |

| Jaar | Milaan-San Remo | Gent-Wevelgem | Parijs-Roubaix | Amstel Gold Race | Luik-Bast.‑Luik | Waalse Pijl |  | WK op de weg |  | Wereldranglijsten |
| ---- | --------------- | ------------- | -------------- | ---------------- | --------------- | ----------- |  | ------------ |  | ----------------- |
| 1972 | 46e             |               |                |                  |                 |             |  |              |  |                   |
| 1973 | 39e             |               |                |                  |                 |             |  |              |  |                   |
| 1974 |                 |               | 40e            |                  |                 |             |  | 12e          |  |                   |
| 1975 |                 |               |                |                  |                 |             |  |              |  | 19e (SPP)         |
| 1976 | 52e             |               |                |                  |                 |             |  | 47e          |  |                   |
| 1977 | 71e             |               |                |                  |                 | 16e         |  | 21e          |  |                   |
| 1978 | 20e             |               |                |                  | 22e             |             |  | 15e          |  | 48e (SPP)         |
| 1979 | 95e             |               |                |                  | 13e             |             |  | 41e          |  | 41e (SPP)         |
| 1980 |                 |               |                |                  |                 |             |  |              |  |                   |
| 1981 | 46e             | 63e           |                | 55e              | ↑               |             |  |              |  | 7e (SPP)          |